# Archivo Fidel Fita
El Archivo Fidel Fita es un edificio catalogado como monumento del municipio de Arenys de Mar protegido como bien cultural de interés local, donde actualmente se ubica una biblioteca municipal

## Edificio
Edificio de dos plantas y buhardillas. La planta baja presenta la puerta principal de arco de medio punto dovellada, otra puerta con dintel de piedra y una ventana, también de piedra. El piso tiene un balcó y ventanas enmarcadas en piedra. Las buhardillas tienen ventanas pequeñas arqueadas. Este edificio hace esquina. Una fachada da a la Riera y la otra en la plaza de la Vila, por donde se accede en la Biblioteca, El tejado es a dos vertientes que se muestran desde la plaza de la Villa. Las buhardillas parecen añadidas posteriormente. Este edificio era antiguamente un hostal, en el siglo XVII. Igual que el ayuntamiento, fue arreglado en 1773. Hasta finales del siglo XX alojaba los juzgados, el Archivo Fidel Fita y la biblioteca. Actualmente (2014) los juzgados se han trasladado y el Archivo ampliado. La biblioteca permanece en el mismo lugar y el Ayuntamiento tiene dependencias.
El Archivo Histórico Fidel Fita se encuentra en Arenys de Mar. Contiene 731 metros lineales de documentación y su alcance cronológico va de los siglos X a XX. Actualmente pertenece al sistema de Archivos de la Generalidad de Cataluña, bajo la dirección del Departamento de Cultura de la Generalidad. Es un archivo de titularidad local. El nombre del Archivo, hace referencia al ilustre historiador y eclesiástico arenyenc Fidel Fita y Colomer (1836-1917). Actualmente está adaptando su cuadro de clasificación a la normativa NODAC (2007).

## Historia
Se creó el 5 de mayo de 1935 por el Ayuntamiento de Arenys de Mar y el Colegio Notarial de Cataluña, con el nombre de Archivo Histórico de Arenys de Mar. Se instaló en el primer piso de la Casa de la Villa de la localidad, donde se reunieron los fondos históricos del archivo municipal y los del Archivo de protocolos del distrito notarial. El 5 de enero del mismo año se creó el patronato, que tenía cura del gobierno administrativo del nuevo archivo. Estaba presidido por el Consejero-Regidor de Cultura del Ayuntamiento, y formaban parte el notario archivero de protocolos del distrito, otro miembro designado por el Colegio Notarial y otros nombrados por el Ayuntamiento. Las vacantes se cubrían por elección. El 1982 entró un nuevo miembro en representación del Departamento de Cultura de la Generalidad de Cataluña. El Patronato fue disuelto el 2007, y actualmente forma parte del sistema de Archivos de la Generalidad de Cataluña.
Las primeras adquisiciones fueron los fondos documentales de los antiguos alcaldes naturales de Arenys de Mar y de Sant Celoni, la recuperación de la documentación de la Real Escuela de Náutica de Arenys de Mar. El patronato fue asesorado en estas acciones por Agustí Duran y Sanpere, Poniendo del Servicio de Bellas Artes de la Generalidad de Cataluña, y dirigió las actuaciones. El Decreto del 22 de enero de 1935 del Ministerio de Justicia incorporó al nuevo archivo la documentación de la antigua Comptadoria de Hipotecas del distrito. El 29 de enero de 1936 entró un representante de la Generalidad de Cataluña. El comienzo de la Guerra Civil interrumpió las gestiones iniciadas para su adscripción al Servicio de Archivos Históricos de la Generalitat. Durante la guerra, el archivo salvaguardó los archivos eclesiásticos de la localidad, hecho que los salvó de su crema que afectó los archivos notariales modernos, el Registro de la Propiedad y los del Juzgado de Primera Instancia por parte de incontrolados. Del Juzgado Municipal sólo quedó el Registro Civil. El hecho que se salvaran fue porque el Archivo estaba bajo la protección de la Ponencia de Bellas Artes de la Generalidad de Cataluña. 
El 1944, el Archivo se trasladó al edificio de la Riera del Obispo Pol, número 10. Agustí Duran y Sanpere continuó al Patronato como presidente honorario. El 1955 acogerá la biblioteca popular de Arenys de Munt, que dará lugar a la de la localidad de acogida. El 1957 el Archivo tomará el nombre de Archivo de Historia Fidel Fita y se separará de la Biblioteca Popular. El 1958 se ingresarán los restos del fondo documental de la Insigne Comunidad de Presbíteros de Santa María de Arenys de Mar. El 1959 se dotará de un equipo de microfilmació y lectura de microfilmes. El mismo año, coincidiendo con la celebración del 25è aniversario, se publicó la monografía Estudio de los pilotos. Entre 1946-1966 el servicio emprenderá la publicación de monografías sobre historia local y el ingreso de donativos y depósitos de particulares. El 1967, pero, deja de recibir la ayuda económica del Ayuntamiento. El 1980 se inició una revitalización del archivo con la colaboración económica de la recuperada Generalitat. Se firmó un convenio con el municipio de Arenys de Mar y la Generalitat para colaborar en la red de Archivos de la Generalitat. 

## Fons

### Batllia
El Archivo de la Batllia ingresa el 1935 por compra del patronato. Incluye el archivo de los alcaldes naturales de Arenys de Mar y de Montón, y de Sant Celoni, siglo XIII-1373: herederos de la familia Eliges (alcaldes del vescomtat de Cabrera). También incluye documentación de la familia de los alcaldes: casas Eliges, Gibert y LLeget de Arenys, Jalpí y Julià de Sant Celoni-Arenys, Cuello y Gualbes de Pineda, Gordo, Medir y Subirós de la Bisbal, Vilaplana de Lleida.
2173 pergaminos de los siglos XI al XVIII, 63 libros patrimoniales, genealógicos y jurisdiccionales (XIV-XVIII) y 14 cajas de documentció en papel (XV-XIX).

### Comptadoria de Hipotecas
El Archivo de la comptadoria de Hipotecas del distrito de Arenys de Mar ingresó el 17 de enero de 1935 por orden del Ministerio de Justicia. Incluye los asentamientos de 1762-1862, en que se pusieron en funcionamiento los Registros de la Propiedad. Incluye transcripciones de documentos anteriores. Alcanza las siguientes localidades:
Arenys de Mar, de Montón, Canet de Mar, Sant Iscle de Vallalta, Sant Pol de Mar, Sant Cebrià de Vallalta, Calella, Hortsabinyà, Pineda, San Pedro de Riu, Santa Susanna, Palafolls, A pesar de, Tordera, Fogars de Tordera, Montnegre, Gualba, La Vallòria, Vilardell, Sant Celoni, Campins, Fogars de Montclús, Sant Esteve de Palautordera, Santa María de Palautordera, Mosqueroles, Vilalba Sasserra, Olzinelles, Vallgorguina.
Incluye 30 libros de índice personales, territoriales y de transferencias, 167 libros de grabación, 1 de obligaciones, 3 de cartas de pago, 6 de arrendamientos y 16 de desgloses de los registros de Granollers, Hostalric, Vic, Manresa, Terrassa y Mataró. 223 volúmenes en total.

### Protocolos Notariales
El Fondo del Archivo de Protocolos Notariales ingresa el 1935, proveniente del Archivo de Protocolos Notariales del distrito notarial de Arenys de Mar. 
Secciones:
Notaría y escribanía del castillo de Montclús.
Notaría de Sant Celoni.
Notaría del término del castillo de Montpalau: 268 libros desde el año 1358 a 1849, 3 corresponden a la corte jurisdiccional (siglos XVI-XVII). Incluye la notaría de Arenys de Mar: 284 libros (1619-1818); la Notaría de Canet de Mar: 107 libros (1669-1801); la notaría de Calella: 106 libros (1702-1799).
Notaría del castillo de Montpalau: 488 libros (1385-1804). Incluye la Notaría de la Vilanova de Palafolls (el actual A pesar de), de los cuales 29 pertenecen a la corte jurisdiccional.
Notaría de Tordera: 108 libros (1556-1807).
Otra documentación notarial: 11 volúmenes notaría de Hostalric (1670-1677, y 1786-1785), 2 volúmenes de la notaría de Blandas (1400 y 1602), 1 de Madramanya (1620), 1 de Montnegre (1573), 1 del término del castillo de Rupit (1386), 1 de Granollers del Vallès (1597-1598), 1 libro notalarum de un notario anónimo (1422-1423) que autorizaba a la corte de Alfons el Magnánimo en Nápoles.
1 Libri notalarum de Santa Coloma de Queralt (1240-1260) y un libro notarial de postrimerías del siglo XIV que incluye documentos sin datar del tesorero de Joan I. 
Formularios notariales del archivo de Protocolos (primera mitad del siglo XV) que pertenecen a la notaría del término del castillo de Montpalau y otro del siglo XVII de la notaría de Montclús.
Testamentos cerrados de los siglos XVIII-XIX.
Schedae del notario de Montpalau: 120 de 1358 a 1719, Palafolls: 311 de 1310 a 1699, notarías de Montclús y Sant Celoni: 498 de 1332 a 1728. 
57 voluminosos capbreus sin encuadernar procedentes de diversas notarías (XVI-XIX).

### Comunidad de Presbíteros
El Archivo de la Comunitat de Presbíteros de Santa María de Arenys de Mar ingresa el 1959. 33 legajos en formado folio, 82 libros XVI-XIX y 59 pergaminos 1284-1458. Se trata de documentación esencialmente patrimonial.

### Otros
Incluye varios fondos de diferente temática, como el censo electoral, planos locales, estudios diversos, colecciones fotográficas, sección musical, fondos privados y donaciones, etc.